# Tropoloni
I tropoloni sono una famiglia di composti chimici con un sistema di anelli carbociclici a sette membri con tre doppi legami coniugati, un gruppo chetone e un gruppo ossidrile.

## Isomeri
| Tropolone            |                                                                                |                              |                                      |
| Nome                 | α-Tropolone                                                                    | β-Tropolone                  | γ-Tropolone                          |
| Nome IUPAC           | 2-idrossicicloepta-2,4,6-trien-1-one                                           |                              | 4-idrossicicloepta-2,4,6-trien-1-one |
| Sinonimi             | 1,2-Tropolon, 2-Hydroxycyclohepta-2,4,6-trienon Purpurcatechol 2-Hydroxytropon | 1,3-Tropolon 3-Hydroxytropon | 1,4-Tropolon 4-Hydroxytropon         |
| Formula di struttura |                                                                                |                              |                                      |
| Numero CAS           | 533-75-5                                                                       | 3324-76-3                    | 4636-39-9                            |
| PubChem              | 10789                                                                          |                              | 20751                                |
| Formula bruta        | C7H6O2                                                                         | C7H6O2                       | C7H6O2                               |
| Massa Molecolare     | 122,12 g·mol−1                                                                 | 122,12 g·mol−1               | 122,12 g·mol−1                       |
| Aspetto              | Solido, giallo pallido                                                         |                              |                                      |
| Punto di fusione     | 50–52 °C                                                                       |                              |                                      |
| Punto di ebollizione | 80–84 °C (0.1 mmHg)                                                            |                              |                                      |
| Solubilità in acqua  | 40,9 g/L                                                                       |                              |                                      |

I diversi tropoloni sono isomeri con un tropone e un ossidrile in posizione α, β o γ.
L'isomero più noto e stabile è l'α-Tropolone, con il gruppo carbonile e ossidrile in posizione 1-2.
L'α-tropolone viene comunemente ed erroneamente chiamato tropolone visto che il β-tropolone e il γ-tropolone non hanno particolare importanza. 
Sono state individuate importanti attività biologiche legate alla struttura dei tropoloni.
Vengono classificati come tropoloni anche composti organici, come la colchicina, che contengono la struttura dei tropoloni.

## Occorrenza in natura
La struttura eptaciclica del tropone e dei tropoloni si trova in natura, biosintetizzata nei metaboliti secondari di varie specie vegetali.
Le denominazioni "tropone" e "tropolone" furono coniate dal chimico Michael J. S. Dewar nel 1945 nello studio della struttura dell'acido stipitatico derivato dal fungo Penicillium stipitatum.
L'hinokitiolo o β-thujaplicin si trova nel Juniperus cedrus, nella Thujopsis dolabrata e nella Thuja plicata. 
La colchicina, il principale alcaloide di Colchicum autumnale può essere considerata un derivato complesso dell'α-tropolone.
La purpurogallina, rintracciabile nella corteccia della quercia, contiene anche la struttura del α-tropolone. 
Il meccanismo enzimatico di biosintesi dei tropoloni nelle diverse specie è stato per anni oggetto di varie ipotesi.

## Tautomerismo

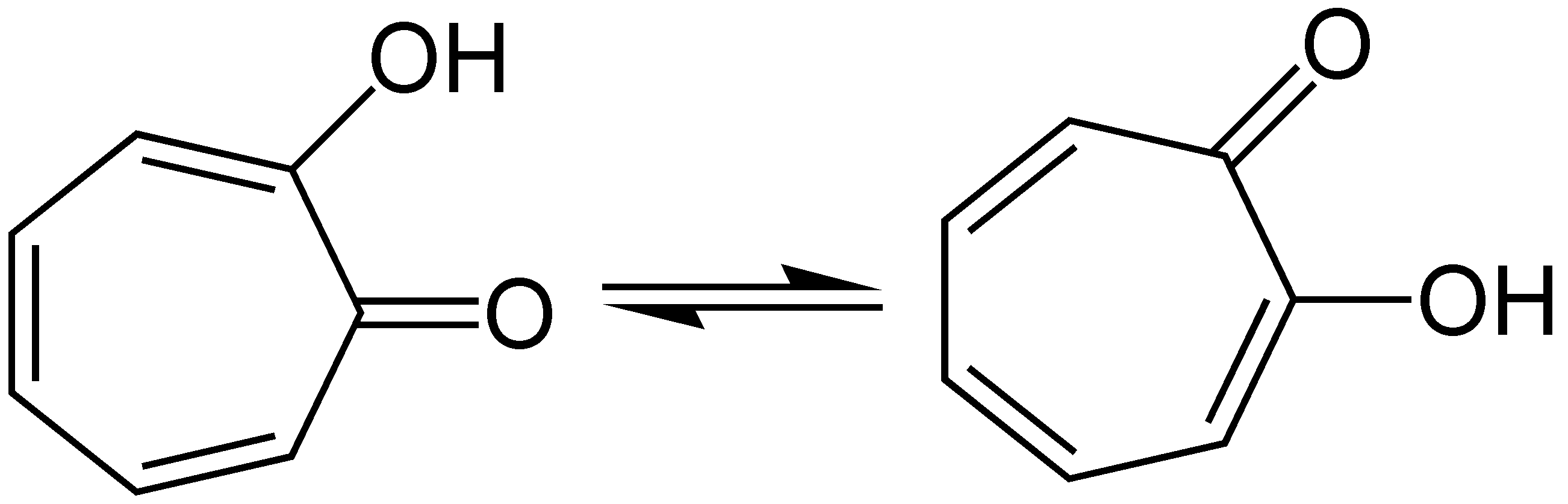
Tautomeria dell'α-Tropolone

I tropoloni sono composti aromatici non benzenoidi essendo formati da un sistema ciclico, planare o quasi planare, con 7 orbitali π e 6 (secondo la regola di Hückel, 4n+2) elettroni π. 
Poiché il tasso di conversione tautomerico è molto elevato e la stabilità del α-tropolone è maggiore, viene anche postulata una formula strutturale con un legame a idrogeno verso l'ossigeno del gruppo chetone.